# Stephen Macht
Stephen Robert Macht (ur. 1 maja 1942 w Filadelfii) – amerykański aktor i reżyser telewizyjny i filmowy.

## Życiorys
Urodził się w Filadelfii w żydowskiej rodzinie w stanie Pensylwania. Wychował się w Brooklyn Heights, na Brooklynie w Nowym Jorku. W wieku dziewięciu lat przeniósł się do Mystic, w stanie Connecticut, z matką Janette i starszym bratem, by opiekować się dziadkiem. W 1963 roku, po ukończeniu Dartmouth College (gdzie uczęszczał także aktor Michael Moriarty), studiował dramat w Tufts University, uzyskując tytuł magistra w roku 1967. Później studiował w Indiana University i uzyskał tytuł doktorat z literatury i historii teatru w 1970 roku.
Macht studiował aktorstwo w London Academy of Music, a następnie napisał doktorat. Uczył się także aktorstwa z Milton Katselas w Beverly Hills Playhouse. Był wykładowcą w Queens College.

## Życie prywatne
30 sierpnia 1964 roku ożenił się z archiwistką, kustoszem muzeum – Suzanne Victorią Pulier. Mają czworo dzieci: Julie, Ari Serbin, Gabriela (ur. 22 stycznia 1972) i muzyka Jesse. Został wyświęconym kapelanem.

## Filmografia

### Seriale TV
- 1976: Kojak jako Max Fisk
- 1976: Kojak jako Joe Arrow
- 1977: Atak na Entebbe jako Jonatan Netanjahu
- 1982: Knots Landing jako Joe Cooper
- 1984: Jerzy Waszyngton (George Washington) jako generał Benedict Arnold
- 1985: Strach na wróble i pani King (Scarecrow and Mrs. King) jako Paul Barnes
- 1985: Napisała: Morderstwo (Murder, She Wrote) jako kongresmen Dan Keppner
- 1985: Posterunek przy Hill Street (Hill Street Blues) jako Phil Dugan
- 1985-88: Cagney i Lacey (Cagney & Lacey) jako David Keeler
- 1986: Alfred Hitchcock przedstawia (Alfred Hitchcock Presents) jako Carl Cansino
- 1986: Hotel jako Freddy Barnes
- 1989: Columbo jako David Kincaid
- 1991: Napisała: Morderstwo (Murder, She Wrote) jako adwokat Jason Farrell
- 1991: Napisała: Morderstwo (Murder, She Wrote) jako Frank Stinson
- 1992: Nieśmiertelny (Highlander: The Series) jako Alexei Voshin
- 1993: Star Trek: Stacja kosmiczna jako Krim
- 1993: Napisała: Morderstwo (Murder, She Wrote) jako Lloyd Mentone
- 1994: Viper jako Alan Reece
- 1995: Babilon 5 jako Na'Far
- 1995: Legendy Kung Fu (Kung Fu: The Legend Continues) jako Brandt
- 1996: Tylko jedno życie (One Life to Live) jako dr Elliot Durbin
- 1996: Napisała: Morderstwo (Murder, She Wrote) jako Arthur Wainwright
- 1996-97: Melrose Place jako Ed
- 1997: Nowe przygody Tarzana (Tarzan: The Epic Adventures) jako Nikolas Rokoff
- 1998: Sliders jako Kromanus
- 1998: Strażnik Teksasu (Walker, Texas Ranger) jako Buck Coburn
- 1998: Millennium jako pan Lott
- 1998: JAG – Wojskowe Biuro Śledcze jako James Gribaldi
- 1999: Kancelaria adwokacka (The Practice) jako Gordon Armbrust
- 1999: Sliders jako Krislov
- 2000: Inni (The Others) jako dr William Gabriel
- 2000–2001: Jack i Jill (Jack & Jill) jako dr Jonas Zane
- 2003: Boston Public jako pan Valone
- 2003: Puls miasta (Boomtown) jako John Donadoni
- 2007-: Szpital miejski (General Hospital) jako Trevor Lansing
- 2011: Castle jako Bill Wellington
- 2013: Mentalista (The Mentalist) jako Hollis Percy
- 2014: W garniturach (Suits) jako prof. Gerrard

### Filmy fabularne
- 1984: Lot 90: Katastrofa na Potomak (Flight 90: Disaster on the Potomac) jako Joe Stiley
- 1984: Samson i Dalila (Samson and Delilah) jako Maluck
- 1987: Łowcy potworów (The Monster Squad) jako Del
- 1990: Cmentarna szychta (Graveyard Shift) jako Warwick
- 1998: Jedna gorąca letnia noc (One Hot Summer Night) jako Abel Ganz